# De meesterdief (volksverhaal)
De meesterdief is een volksverhaal uit Nederland.

## Het verhaal
Een vader vraagt zijn zoon wat hij worden wil, omdat hij alles heeft geleerd. De zoon zegt dat hij wil leren roven en stelen en de vader schrikt. Hij is schatrijk en heeft maar één zoon, waarom zou hij gaan stelen? De zoon vindt rijkdom vergankelijk en de vader gaat naar de roverhoofdman en legt uit wat er aan de hand is. De roverhoofdman zal de zoon een jaar lang opleiden en aan het eind van het jaar volgt een proef. Deze houdt in dat de jongen een boer moet overvallen die per paard door het bos rijdt met een schaap met een belletje om de nek dat aan het paard is vastgebonden. De jongen moet de dieren stelen en de boer moet naakt in de put terechtkomen, zonder de boer aan te raken of te dreigen met wapens. Hij klimt in een boom en na een paar uur hoort hij het belletje.
De jongen schuift de lus van het schaap, en het belletje en het touw blijven aan de paardenstaart hangen. Hij verbergt het schaap en gaat terug naar de boer en vraagt waarom er een belletje aan de paardenstaart is gebonden? De boer merkt nu pas dat zijn schaap is verdwenen en wil het zoeken. De jongen zegt dan dat het onmogelijk is om op een paard naar een schaap te zoeken in het kreupelhout.
De boer beseft dat hij beter te voet kan gaan en bindt zijn paard aan een boom. De jongen neemt het paard mee en de boer merkt dat hij bestolen is. Hij hoort een geluid en ziet de jongen in de put. De jongen zegt een koopman in goud en juwelen te zijn en hij vertelt overvallen te zijn. De boer vertelt dat zijn paard en schaap ook zijn gestolen en dan zegt de jongen dat hij nog een kistje met juwelen in de put geworpen heeft. Als de boer het zal halen, krijgt hij twee paarden en een half dozijn schapen.
De boer kleedt zich uit en gaat op de emmer zitten, maar vindt geen kistje. De jongen roept dat dit kan kloppen en vertrekt. De boer is bang en de roversleerling vertelt dat de opdracht is uitgevoerd. De rovers gaan als heren gekleed naar het bos en zien het schaap en het paard. De boer zit naakt in de put en vertelt wat er gebeurd is. De roverhoofdman gooit een beurs met geld naar de boer, genoeg om de twee paarden en een half dozijn schapen mee te kopen.
De jongen mag vertrekken, hij is een man van zijn vak. Als de jongen ooit hulp nodig heeft zal hij met open armen ontvangen worden. De zoon gaat naar het huis van zijn vader en wordt een algemeen gezien man. Hij hoefde niet te gaan stelen en roven, maar is blij dat hij iets heeft geleerd. Je kunt nooit weten waar het goed voor is.

## Achtergronden
- Het verhaal komt uit Van den meesterdief uit Volkskunde 15 (1903) en werd bewerkt.
- Gerrit Jacob Boekenoogen noteerde het verhaal in 1894 in Beverwijk (Noord-Holland).
- Het verhaal van de meesterdief is over de hele wereld bekend. Een jongen moet leren roven en stelen en moet een proef afleggen om zijn meesterschap te bewijzen.
- Varianten van dit verhaal zijn bekend in Friesland, Gelderland, Zuid-Holland en Gelderland.
- Er is ook een sprookje verschenen in Kinder- und Hausmärchen met dezelfde titel, zie De meesterdief.
- Het verhaal heeft overeenkomsten met De gauwdief en zijn meester.
- Vergelijk met De slimme Salam en Het boerke.